# 動脈硬化症
動脈硬化症（どうみゃくこうかしょう、英語: arteriosclerosis）とは、動脈硬化により引き起こされる様々な病態の総称。
心臓から全身に血液を送り込む役割を担う動脈の内壁が肥厚し硬化した状態を指して動脈硬化と呼称する。本症はこの動脈硬化が原因で身体にさまざまな症状が現れることを指す。
動脈硬化には、アテローム性動脈硬化（粥状動脈硬化）、細動脈硬化、中膜石灰化硬化（メンケベルグ硬化）の3つのタイプが存在するが、一般に「動脈硬化」といえばアテローム性動脈硬化を指すことが多い。
アテローム性動脈硬化は、脂質異常症（旧・高脂血症）や糖尿病、高血圧、喫煙、運動不足などの危険因子により生じると考えられ、最終的には動脈の血流が遮断されて、酸素や栄養が重要組織に到達できなくなる結果、脳梗塞や心筋梗塞などを引き起こす原因となる。
最近では本症の危険因子の一つとして考えられている脂質異常症や、その脂質異常症を招く元となっている内臓脂肪型肥満（内臓脂肪の蓄積）の上に高血糖・高血圧・脂質異常のうち2つ以上が集積した状態にあって動脈硬化を急速に進行させるといわれるメタボリックシンドロームについての研究が盛んである。

## 特徴（タイプ別）

### アテローム性動脈硬化
アテローム性動脈硬化（Atherosclerosis）とは、動脈の内側に粥状（アテローム性）の隆起（プラーク）が発生する状態。プラークは長い時間をかけて成長し血液を流れにくくしてしまったり、突然プラークが破れて血管内で血液が固まり（血栓）、動脈の内腔（血液の流れるところ）を塞ぐ場合、あるいは血栓が飛んでさらに細い動脈に詰まる（塞栓）ことで、血流を遮断し重要臓器への酸素や栄養成分の輸送に障害を来すことがある。このような状態は発生した臓器ごとに脳梗塞、心筋梗塞などといい、心臓の場合、完全に血流が遮断されていない狭心症という状態も存在するため、心筋梗塞と併せて虚血性心疾患という病名が用いられることもある。
これらは、いずれも致死的な疾患であり医療経済学的側面からも対策が必要なことから、動脈硬化の発生予防は先進国における大変重要な国民保健的課題となっている。
アテローム性プラーク（粥腫）は、LDLが酸化されマクロファージに取り込まれ血管内膜下に蓄積されて起き、血液の流れの遅い部位（低壁せん断応力部位）に好発するが、その詳しい仕組みについてはまだよくわかっていない。フラミンガム研究などをはじめとする各種疫学研究により、現在、悪玉コレステロール（低密度リポ蛋白LDL）の血中濃度が高い場合、耐糖能障害をふくむ糖尿病患者、高血圧患者、喫煙者などでは動脈硬化が進行しやすいことが証明されており、こういった危険因子をコントロールして発症予防をおこなうことが推奨されている。具体的には食生活の改善、運動、禁煙などが有効であり、生活習慣を是正した上での降圧薬、脂質降下薬（特にLDLコレステロール低下作用のあるスタチン系）、糖尿病治療薬も併用されうる。
コレステロール低下療法については日本人における有効性を疑問視する研究結果もあれば有効性を支持する研究結果も出されている。これを支持する立場では、各種の海外研究と日本人における研究の比較研究（メタアナリシス）や、MEGA studyで虚血性心疾患の1次予防が認められたとして、日本動脈硬化学会による動脈硬化性疾患診療ガイドライン（2002年版）においても、危険因子の数に応じた患者カテゴリー分類と十分なコレステロール低下療法が推奨されているが、これに反対とする立場も存在し意見が対立したままである。
他にもエイコサペンタエン酸（EPA）などオメガスリー脂肪酸の摂取量が、日本人の動脈硬化性疾患予防に有効であるとした疫学研究結果が報告されている。

### 細動脈硬化
血管壁の老化などに伴い動脈血管の弾力性がなくなり硬くなる症状。弾力性がないため血圧が高くなると血管が破裂しやすく、特に脳内で破裂すると身体の機能が突然麻痺する脳卒中になり易く、危険な病気。血圧を下げる薬を服用する以外に決定的な解決策はない。

### 中膜硬化（メンケベルグ硬化）
動脈の中膜にカルシウムが蓄積し、石灰化することで進行する動脈硬化。血管内部の狭窄は見られないものの、進行につれて中膜が硬く脆くなり、血管（血管壁）破裂に至ることがある。大動脈や下肢の動脈、頚部の動脈に起こりやすく、また50歳以上の男女に多く認められる。

## 動脈硬化症に起因する疾患
- 虚血性心疾患（狭心症・心筋梗塞）
- 脳血管障害（脳卒中、ラクナ梗塞も含む脳梗塞、脳血栓、脳出血、クモ膜下出血などが該当）
- 大動脈瘤

## 動脈硬化に纏わる映画（科学技術映画）
動脈硬化症につながる動脈硬化のメカニズムを追った短編映画が、藤沢薬品工業（現・アステラス製薬）の企画の下、ヨネ・プロダクションの手により1989年に製作されている。
作品タイトルは『動脈硬化　カルシウムとのかかわり』で、上映時間は「カラー・17分」。
本作品では、動脈硬化を患っている動脈断面（特に病巣断面）を観察、その後、動脈自体を構成し、それを収縮・弛緩する役割を担う血管平滑筋細胞が“遊走因子からの刺激”を受けて動脈（血管）内膜に入り込むと「収縮・弛緩」の役割を放棄して増殖を繰り返し、動脈内部を狭める要因になっていると指摘している。更に、以上の血管平滑筋細胞の活動にはカルシウムイオンが深く関わっていることを、蛍光試薬やカルシウム拮抗剤を使った実験などを通じて提示している。
そして、血管内膜に入り込んだ血管平滑筋細胞は、同じく内膜に入り込んだ白血球の一種・マクロファージと共に、LDLコレステロールなどのリポタンパク質を取り込むことで、内部にコレステロールエステルを抱える泡沫細胞に変化し、病巣を形成していることも本作品を通じて示されている。
本作品は現在、科学映像館Webサイト内において無料公開されている。